# Robert Buckner
Pour les articles homonymes, voir Buckner.
Robert Buckner est un scénariste et un producteur de cinéma américain né le 28 mai 1906 à Crewe (Virginie) et mort en août 1989 à San Miguel de Allende (État de Guanajuato, Mexique).

## Biographie
Robert Buckner exerce un certain nombre de métiers avant de se tourner vers le cinéma : correspondant en Angleterre pour le New York World, commercial et publicitaire à New York, journaliste indépendant en Russie et en Scandinavie. Au milieu des années 1930, il est sous contrat avec les studios Columbia, puis avec Warner Bros. À la fin des années 1940, il devient aussi producteur.

## Filmographie

### scénariste
- 1938 : L'Insoumise de William Wyler
- 1938 : Caprice d'un soir de Busby Berkeley
- 1938 : La Bataille de l'or de Michael Curtiz
- 1938 : Love, Honor and Behave de Stanley Logan
- 1939 : The Angels Wash Their Faces (en) de Ray Enright
- 1939 : Les Conquérants de Michael Curtiz
- 1939 : Agent double de Lloyd Bacon
- 1939 : Terreur à l'ouest de Lloyd Bacon
- 1939 : Le Châtiment de Lewis Seiler
- 1940 : Knute Rockne, All American de Lloyd Bacon
- 1940 : My Love Came Back de Curtis Bernhardt
- 1940 : La Piste de Santa Fe de Michael Curtiz
- 1940 : La Caravane héroïque de Michael Curtiz
- 1941 : Bombardiers en piqué (Dive Bomber), de Michael Curtiz
- 1942 : La Glorieuse Parade de Michael Curtiz
- 1943 : Le Chant du désert (The Desert Song) de Robert Florey
- 1944 : Révolte dans la vallée de Jean Negulesco
- 1945 : Agent secret de Herman Shumlin
- 1948 : Légion étrangère de Robert Florey
- 1949 : N'oubliez pas la formule de Charles Barton
- 1949 : La Bataille des sables de George Sherman
- 1950 : Deported (Le Déporté[réf. nécessaire]) de Robert Siodmak
- 1951 : La Nouvelle Aurore de Mark Robson
- 1952 : Aventure à Rome (When in Rome) de Clarence Brown
- 1953 : La Taverne des révoltés (The Man Behind the Gun) de Felix E. Feist
- 1955 : Hold-up en plein ciel (A Prize of Gold) de Mark Robson
- 1955 : Deux Anglais à Paris de Robert Hamer
- 1956 : Safari de Terence Young
- 1957 : Le Cavalier du crépuscule de Robert D. Webb
- 1957 : La Maison des secrets de Guy Green
- 1958 : La Fureur des hommes de Henry Hathaway
- 1962 : Un pilote dans la Lune de James Neilson
- 1967 : Le Justicier de l'Arizona de James Neilson

### producteur
- 1942 : Gentleman Jim de Raoul Walsh
- 1943 : Mission à Moscou de Michael Curtiz
- 1943 : Le Chant du désert (The Desert Song) de Robert Florey
- 1944 : Saboteur sans gloire de Raoul Walsh
- 1945 : Agent secret de Herman Shumlin
- 1945 : God Is My Co-Pilot de Robert Florey
- 1945 : San Antonio de David Butler, Robert Florey et Raoul Walsh
- 1946 : La Vie passionnée des sœurs Brontë de Curtis Bernhardt
- 1946 : Meurtre au port de Jean Negulesco
- 1947 : Wyoming Kid de Raoul Walsh
- 1947 : Mon père et nous de Michael Curtiz
- 1948 : Légion étrangère de Robert Florey
- 1949 : N'oubliez pas la formule de Charles Barton
- 1950 : Deported (Le Déporté[réf. nécessaire]) de Robert Siodmak
- 1951 : La Nouvelle Aurore de Mark Robson
- 1958 : La Fureur des hommes de Henry Hathaway

## Distinctions

### Récompenses
- Golden Globes 1952 : Golden Globe du meilleur scénario pour La Nouvelle Aurore
- WGA Awards 1952 : Robert Meltzer Award pour La Nouvelle Aurore

### Nominations
- Oscars du cinéma 1943 : Oscar de la meilleure histoire originale pour La Glorieuse Parade